# 西拉差·坚他文
西拉差·坚他文（1992年5月5日—）是泰国一名活跃在电影和电视剧的男演员，因出演《鬼宿舍》和《荷尔蒙》而获得知名度。

## 演出作品

### 电影
- 《鬼宿舍》
- 《荷尔蒙 (电影版)》
- 《爱久弥新》

### 电视剧
- 《荷尔蒙》（第一季）
- 《荷尔蒙》（第二季）
- 《鬼校亡友》

### 电视节目
- 《少年游戏》

## 获奖经历
- 2007年一针见血报奖最佳男配角[1]